# レイダーズ
『レイダーズ』 (RaiderZ) は、韓国のMAIET entertainmentが開発したアクションMMORPGである。
NEOWIZ GAMESを通じて日本国内でオンラインゲームのサービスを提供するWeMade Onlineが運営している。
プレイヤーは、自分の操作するキャラクターを作成し、ゲーム内に存在するモンスターを倒し、経験値や装備を得ることで成長してゆく。